# Simulium annulitarse
Simulium annulitarse es una especie de insecto del género Simulium, familia Simuliidae, orden Diptera.
Fue descrita científicamente por Zetterstedt en 1838.